# まだ涙にならない悲しみが/恋は匂へと散りぬるを
「まだ涙にならない悲しみが/恋は匂へと散りぬるを」（まだなみだにならないかなしみが/こいはにほへとちりぬるを）は、KinKi Kidsの33枚目のシングル。2013年10月23日発売。発売元はジャニーズ・エンタテイメント。

## 解説
前作「変わったかたちの石」から約1年9か月ぶりとなるシングル。両A面シングルとしては「心に夢を君には愛を/ギラ☆ギラ」以来約10年4か月ぶりとなる。
今作のテーマは「LOST LOVE」で、A面の2曲はそれぞれメジャーとマイナーのアップテンポな2曲となっている。
CDシングルは初回限定盤A、初回限定盤B、通常盤の3形態での発売。
初回盤Aには映画監督の廣木隆一の脚本で描かれるストーリー仕立ての「まだ涙にならない悲しみが」のPVのDVD、初回盤BにはPVとしては2001年発売のシングル「情熱」以来、約12年半振りとなるダンスを主体とした「恋は匂へと散りぬるを」のPVのDVDがそれぞれ収録されている。また、「まだ涙にならない悲しみが」のPVには同曲の作曲者である織田哲郎なども出演している。また通常盤には初回盤未収録の新曲が2曲収録されている。

## チャート成績
2013年11月4日付のオリコン週間シングルランキングにて、初週17.8万枚を売り上げて初登場1位を記録し、自身の持つギネス世界記録の「デビューからのシングル連続首位記録」を33作に更新した。

## 収録曲

### 初回限定盤A
1. まだ涙にならない悲しみが
（作詞：松井五郎　作曲：織田哲郎　編曲：亀田誠治　コーラスアレンジ：Ko-saku）
出版者：ブライト・ノート・ミュージック
2. 恋は匂へと散りぬるを
（作詞・作曲・編曲：吉田建　ストリングスアレンジ：佐藤泰将　コーラスアレンジ：Ko-saku）
出版者：ブライト・ノート・ミュージック
3. まだ涙にならない悲しみが - Backing Track

#### DVD（初回盤A）
1. 「まだ涙にならない悲しみが」music clip

### 初回限定盤B
1. 恋は匂へと散りぬるを
2. まだ涙にならない悲しみが
3. 恋は匂へと散りぬるを - Backing Track

#### DVD（初回盤B）
1. 「恋は匂へと散りぬるを」music clip

### 通常盤
1. まだ涙にならない悲しみが
2. 恋は匂へと散りぬるを
3. 雨虫
（作詞・作曲：池嵜拳　編曲：鳥山雄司　コーラスアレンジ：Ko-saku）
出版者：ブライト・ノート・ミュージック
4. 流星
（作詞：市川喜康　作曲：瀬川浩平　編曲：家原正樹　コーラスアレンジ：Ko-saku）
出版者：ブライト・ノート・ミュージック

## 収録アルバム
- まだ涙にならない悲しみが
  - L album
  - The BEST
- 恋は匂へと散りぬるを
  - L album
  - The BEST

## 映像作品
- 恋は匂へと散りぬるを
  - KinKi Kids Concert -Thank you for 15years- 2012-2013
  - L album（初回限定盤）
  - KinKi Kids Concert 2013-2014「L」
  - KinKi Kids Concert 「Memories & Moments」
- まだ涙にならない悲しみが
  - L album（初回限定盤）
  - KinKi Kids Concert 2013-2014「L」